# Jacques Lecapitaine
Jacques, baron Lecapitaine né le 3 novembre 1765 à Lapenty (auj. dans la Manche), mort le 16 juin 1815 à la bataille de Ligny, est un général de la Révolution française et du Premier Empire.

## Biographie
Jacques Lecapitaine, septième enfant de Jacques et de Micheline Poulain nait au hameau de la Chubriais, paroisse de Lapenty. Son père exerce les métiers de laboureur et de charron. Vers sa dixième année, le curé de l’endroit remarque le jeune Jacques et le prend comme enfant de chœur. Il lui donne des leçons de français et des rudiments d’histoire et de latin.
Il sert d'abord comme soldat dans le régiment de Neustrie le 31 mai 1784 et devient caporal en 1788 et quitte le régiment le 14 octobre 1790. Le 28 décembre 1790, il entre au 14e bataillon d'infanterie légère, qu'il quitte le 6 février 1792, pour passer dans l'infanterie de la Garde constitutionnelle du Roi.

### Guerres révolutionnaires
Licencié avec le corps le 1er août 1792, il est élu sous-lieutenant au 4e bataillon de volontaires de Paris le 3 septembre, y devient lieutenant le 13 septembre, et part pour l'armée de la Moselle, où il obtient le grade de capitaine le 1er février 1793.
« À Laybach, près de Sarrelibre, le 22 octobre, étant coupé de sa division avec un détachement de 300 hommes, il combat pendant trois jours contre un ennemi supérieur en nombre qui le tenait cerné et parvient à rejoindre le gros de l'armée, où il reçoit les félicitations du général Hoche ».
Incorporé dans la 59e demi-brigade de première formation en floréal an II, puis dans la 102e demi-brigade de deuxième formation en ventôse an IV, il continue de faire la guerre aux armées de Sambre-et-Meuse, d'Allemagne et du Danube jusqu'à la fin de l'an VII, est détaché comme adjoint aux adjudants-généraux, à la division Championnet, du 2 octobre 1796, au 11 août 1797. Il rentre à la 102e, où il obtient le grade de chef de bataillon en Helvétie le 11 mai 1800.
Passé en Italie avec le général Brune, il reçoit un sabre d'honneur pour s'être distingué tout particulièrement au combat de Monzambano ou il fait de nombreux prisonniers, à Borghetto le 11 décembre 1800, en enlevant les retranchements sur les hauteurs défendues par quatre pièces de canon et pour avoir contribué au gain de la bataille d'Alla le 11 décembre 1800, en faisant monter dans les gorges de Roveredo, à bras sous le feu de l'ennemi, deux canons permettant de culbuter l'ennemi puis il le contraint à quitter sa position.

### Guerres napoléoniennes
Breveté d'un sabre d'honneur par arrêté des consuls du 13 septembre 1802, pour ces différentes actions, et compris comme officier de la Légion d'honneur dans la promotion du 14 juin 1804, étant à Alexandrie (Italie). Promu colonel des grenadiers de la garde du roi en 1806, il fait la campagne de l'an XIV en Italie, et est autorisé le 11 juillet 1806, à passer au service du roi de Naples Joseph Napoléon. Il est blessé le 21 décembre, d'un coup de feu à la jambe droite, à Amantea, en Calabre.
En 1808, il suit ce prince en Espagne, et devient son aide de camp avec le grade de général de brigade et maréchal-de-camp en 1810. Commandant une brigade, dans l’armée du centre qui opère dans « la Mancha », il est blessé, d’un coup de feu ou d'un coup de sabre, à la cuisse droite, à Añover le 3 janvier 1811 et d’un éclat d’obus à Vitoria, le 21 juin 1813, à la bataille de Vitoria. Il quitte Madrid le 7 février 1814, plusieurs mois après le départ de Joseph.
Rentré en France, il est admis au service comme colonel, depuis le 23 janvier 1814.Nommé général de brigade le 17 février 1814, Napoléon l'appel au quartier-général de la Grande Armée et lui confie le commandement d'une brigade d'infanterie à la 8e division de la Jeune Garde, avec laquelle il combat durant la campagne de France, à Arcis-sur-Aube, à Sézanne et à Craonne les 6 et 7 mars où il est blessé. Il prend le 14 mars, le commandement d'une autre brigade à la 1re division de la Jeune Garde, est créé baron de l'Empire à la prise de Reims le 17 mars 1814, participe aux engagements de La Fère-Champenoise le 25 mars, se trouve le 26 au combat de Saint-Dizier et à la bataille de Paris, la dernière de cette campagne.
Officier de la Légion d'honneur, commandeur de l'ordre des Deux-Siciles Chevalier de Saint-Louis le 29 juillet, il entre quelque temps après comme inspecteur de l'instruction et du service à l'état-major de la garde nationale de Paris en 1814 et est promu maréchal de camp le 9 septembre. Il quitte cet emploi après le 20 mars 1815.
Nommé le 31 mars 1815, commandant de la 1re brigade de la 13e division d'infanterie du général-baron Vichery au 4e corps du général-comte Gérard) de l'armée du Nord. Il a sous ses ordres les 59e et 76e régiments de ligne commandés respectivement par Laurain de Mirelles et Condamy.
Le général Lecapitaine est tué d'un coup de feu en attaquant le centre de l'armée prussienne à Ligny le 16 juin en fin d’après-midi. Le général est tombé, « fusillé à bout portant », sous les murs dévastés du château de Ligny. Son corps n'est jamais retrouvé. Sans doute est-il dépouillé de son uniforme et jeté avec les cadavres de ses soldats, dans une fosse commune dont on ignore toujours l’emplacement.
Il n'a pas de postérité, au contraire de ses frères dont la descendance s'est perpétuée au moins jusqu'à la fin du XIXe siècle.

## Récapitulatifs

### Titre
- Baron Lecapitaine et de l'Empire (décret) du 2 avril 1814, (lettres patentes) 17 avril 1815, autorisées pendant les Cent-Jours, ne furent pas retirées[1].

### Décorations
| Officier de la Légion d'Honneur | Chevalier de Saint-Louis |

- Légion d'honneur[7] :
  - Légionnaire (24 septembre 1803), puis,
  - Officier de la Légion d'honneur (14 juin 1804) ;
- Chevalier de Saint-Louis (29 juillet 1814) ;

### Armoiries
| Image | Armoiries |
| ----- | --- |
|       | Armes du baron Lecapitaine et de l'Empire Ses lettres patentes, non retirées, portaient comme règlement d'armoiriesÉcartelé : au 1er, de sable à la tour ruinée d'argent ; au 2e, des barons militaires ; au 3e, de gueules au dextrochère armé d'argent mouvant du flanc sénestre et tenant une épée du même ; au 4e, d'argent à deux branches de grenadier au naturel, croisées en sautoir.. |

## Hommage, honneurs, mentions…
- Breveté d'un sabre d'honneur (arrêté des consuls du 26 fructidor an X) ;
- Une plaque en sa mémoire a été apposée sur la façade du centre Général Gérard (musée de Ligny (Belgique))[4].
- Une plaque souvenir est inaugurée à Lapenty le 16 novembre 2015[8].